# Léon Rothier

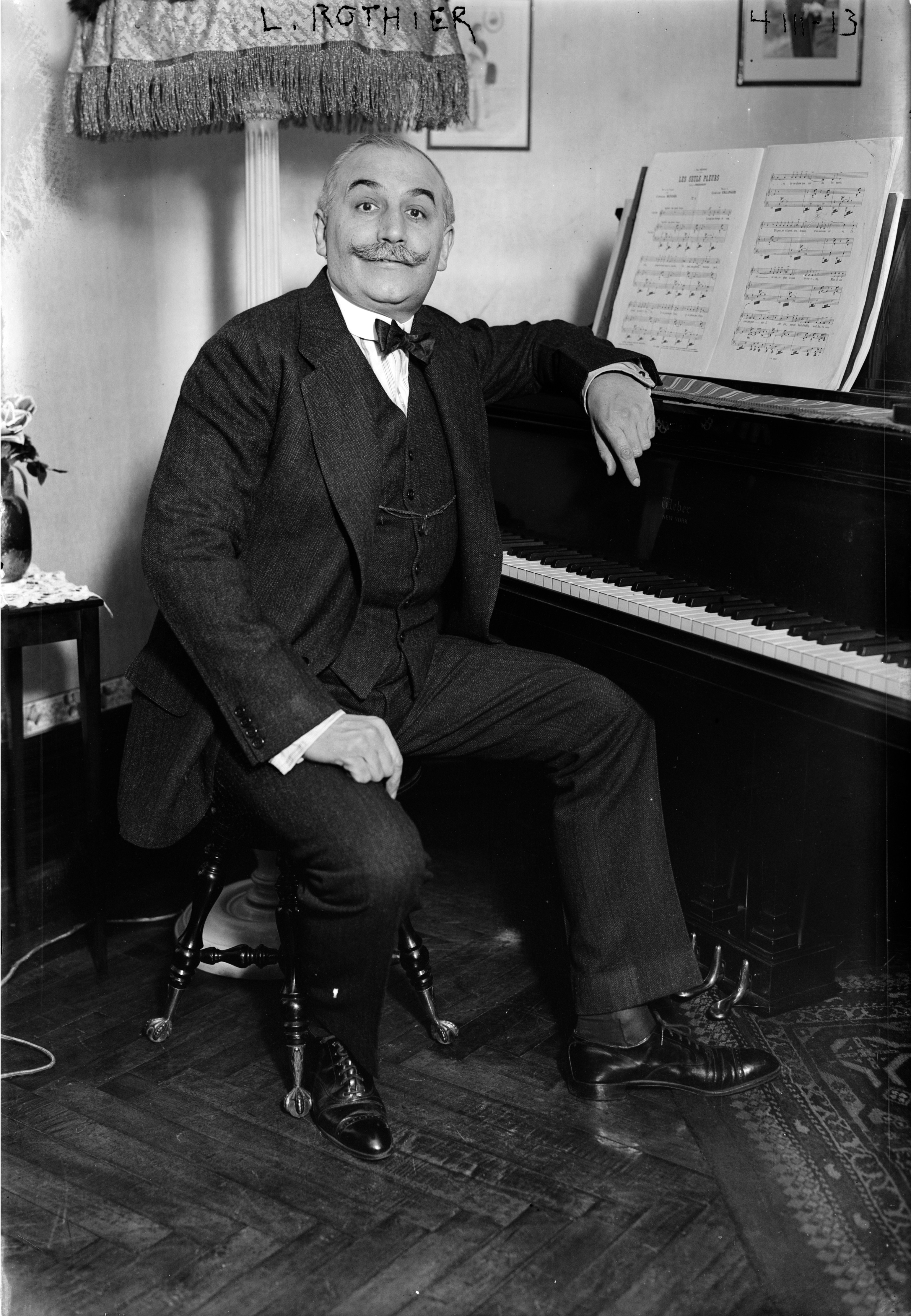
Léon Rothier

Léon Rothier (* 26. Dezember 1874 in Reims; † 6. Dezember 1951 in New York City) war ein französischer Geiger und Opernsänger (Bass).

## Leben
Rothier begann seine musikalische Laufbahn als Geiger im Orchester seiner Heimatstadt. Er studierte dann am Conservatoire de Paris Gesang bei Paul Lhérie und debütierte 1899 an der Opéra-Comique als Jupiter in Philémon et Baucis von Charles Gounod. Er blieb bis 1907 an der Opéra-Comique und trat dort unter anderem in den Uraufführungen von Gustave Charpentiers Louise und Camille Erlangers Le Juif Polonais auf. Ab 1907 arbeitete er in Marseille und Nizza und anderen Opernhäusern in der französischen Provinz sowie am Opernhaus von Monte Carlo.
1910 wurde er an die Metropolitan Opera in New York engagiert, der er dreißig Jahre lang verbunden blieb. Er trat hier unter anderem in Erstaufführungen von Paul Dukas’ Oper Ariane et Barbe-Bleue (1911), Mussorgskis Boris Godunow (1913), Édouard Lalos Le roi d’Ys (1922), Albert Wolffs L’Oiseau blue (1920) und Deems Taylors Peter Ibbetson (1931) mit. Zwischen 1918 und 1931 hatte er zudem Gastauftritte an der San Francisco Opera und er sang auch an der Ravinia Summer Opera bei Chicago. Noch 1949 sang er in der New Yorker Town Hall. Rothier war in erster Ehe mit der Sopranistin Mariette Mazarin und in zweiter Ehe mit der Altistin Maria Duchêne verheiratet.